# Kenneth Zohore
Kenneth Dahrup Zohore (sinh ngày 31 tháng 1 năm 1994 tại Copenhagen) là một cầu thủ bóng đá người Đan Mạch gốc Bờ Biển Ngà đang chơi như ở vị trí tiền đạo cho CLB Cardiff City.
Kenneth Zohore được sinh ra trong một gia đình có truyền thống bóng đá. Cha của Zohore là người anh họ với tiền đạo Didier Drogba

## Sự nghiệp
Zohore được gọi vào đội tuyển U.19 FC Copenhagen từ mùa thu năm 2009 khi mới 15 tuổi. Hơn nữa Zohore được tạo điều kiện tập cùng đội một ba lần một tuần. Anh tham gia trại huấn luyện của đội một ở Marbella,Tây Ban Nha vào ngày 02 tháng 2 năm 2010 cùng với Thobias Skovgaard.

## Thống kê sự nghiệp
Tính đến 6 tháng 5 năm 2018
| Câu lạc bộ          | Mùa giải                | Giải đấu                | Giải đấu | Giải đấu | FA Cup | FA Cup | League Cup | League Cup | Champions League | Champions League | Tổng cộng | Tổng cộng |
| Câu lạc bộ          | Mùa giải                | Hạng                    | Trận     | Bàn      | Trận   | Bàn    | Trận       | Bàn        | Trận             | Bàn              | Trận      | Bàn       |
| ------------------- | ----------------------- | ----------------------- | -------- | -------- | ------ | ------ | ---------- | ---------- | ---------------- | ---------------- | --------- | --------- |
| F.C. Copenhagen     | 2009–10                 | Superliga               | 1        | 0        | 0      | 0      | 0          | 0          | -                | -                | 1         | 0         |
| F.C. Copenhagen     | 2010–11                 | Superliga               | 15       | 1        | 1      | 0      | -          | -          | 5                | 0                | 21        | 1         |
| F.C. Copenhagen     | 2011–12                 | Superliga               | 0        | 0        | 1      | 0      | 0          | 0          | -                | -                | 1         | 0         |
| F.C. Copenhagen     | Tổng cộng FC Copenhagen | Tổng cộng FC Copenhagen | 16       | 1        | 2      | 0      | 0          | 0          | 5                | 0                | 23        | 1         |
| Fiorentina          | 2011–12                 | Serie A                 | 0        | 0        | 0      | 0      | -          | -          | -                | -                | 0         | 0         |
| Fiorentina          | 2012–13                 | Serie A                 | 0        | 0        | 0      | 0      | -          | -          | -                | -                | 0         | 0         |
| Fiorentina          | Tổng cộng Fiorentina    | Tổng cộng Fiorentina    | 0        | 0        | 0      | 0      | 0          | 0          | 0                | 0                | 0         | 0         |
| Brøndby IF          | 2013–14                 | Superliga               | 25       | 5        | 1      | 0      | -          | -          | -                | -                | 26        | 5         |
| IFK Göteborg        | 2014                    | Allsvenskan             | 5        | 2        | 0      | 0      | -          | -          | -                | -                | 5         | 2         |
| Cardiff City (mượn) | 2015–16                 | Championship            | 12       | 2        | 0      | 0      | 0          | 0          | -                | -                | 12        | 2         |
| Cardiff City        | 2016–17                 | Championship            | 29       | 12       | 0      | 0      | 1          | 0          | -                | -                | 30        | 12        |
| Cardiff City        | 2017–18                 | Championship            | 36       | 9        | 3      | 0      | 0          | 0          | -                | -                | 39        | 9         |
| Cardiff City        | Tổng cộng Cardiff City  | Tổng cộng Cardiff City  | 77       | 23       | 3      | 0      | 1          | 0          | 0                | 0                | 81        | 23        |
| Tổng cộng sự nghiệp | Tổng cộng sự nghiệp     | Tổng cộng sự nghiệp     | 123      | 31       | 6      | 0      | 1          | 0          | 5                | 0                | 135       | 31        |